# Typofonderie
La Typofonderie est une fonderie typographique numérique indépendante française, créée en 1994 par Jean François Porchez, qui distribue une gamme de caractères typographiques exclusifs provenant de différents créateurs de caractères.

## Caractères
Caractères distribués par cette fonderie :
Allumi (2010)
Angie Sans (1994)
Apolline (1993-1995)
Ambroise (2001)
Anisette (1996)
Anisette Petite (2001)
Ardoise (2011)
Geneo (2012) créé par Stéphane Elbaz
Le Monde
Le Monde Courrier (1998)
Le Monde Journal (1994)
Le Monde Livre (1998)
Le Monde Livre Classic (1999)
Le Monde Sans (1994)
Parisine (1996)
Parisine Office (2005)